# علم الفلك الثقافي
علم الفلك الثقافي (بالإنجليزية: Cultural astronomy)هو مجموعة من الحقول المتداخلة والمتعددة التخصصات والتي تهتم بدراسة النظم الفلكية حسب المجتمعات والثقافات المختلفة، الحالية أو القديمة.

## الأقسام
تشمل الحقول التي يهتم بها علم الفلك الثقافي:
- علم الآثار الفلكي (بالإنجليزية: archaeoastronomy) وهو دراسة استخدام علم الفلك ودوره في الثقافات القديمة والحضارات، أي علم الفلك القديم الذي نستخلصه اليوم من دراسة الأوابد القديمة وكافة الدلائل الآثارية المكتشفة انطلاقاً من معارفنا الحالية في علوم الآثار والرياضيات والفلك.
- علم الفلك التاريخي وهو تحليل البيانات الفلكية التاريخية بالإضافة إلى فهم ودراسة تطور انضباط علم الفلك على مدى معرفة الإنسان.
- تاريخ علم التنجيم ويشمل فهم الجذور الفلكية لعلم التنجيم وفهم الاختلافات بين علم الفلك وعلم التنجيم.